# Гребля Драа-Ель-Мізан
Гребля Драа-Ель-Мізан (Draâ El Mizan) – гідротехнічна споруда на півночі Алжиру.
Греблю спорудили на початку 1970-х на уеді Асіф-Тааррат (Asif Taarrat), що належить до верхньої частини сточища уеду Бугдура (Bougdoura), який є лівою притокою уеду Себау (Sebaou), що досягає Середземного моря за понад півсотні кілометрів на схід від міста Алжир (можливо відзначити, що в 2020-х роках у пониззі уеду Бугдура споруджують велику греблю Сук-Н'тлета). Водозбірний басейн вище від споруди складає лише 17 км2, проте середньорічний рівень опадів тут становить 700 мм. Призначенням греблі спершу було зрошення, а в подальшому її почали використовувати для водопостачання.
В межах проекту долину уеду перекрили насипною греблею висотою 22 метра та довжиною 150 метрів. 
Гребля утворила водосховище із площею поверхні 0,28 км2 та об’ємом 1,5 млн м3.